# Construction Time Again
Construction Time Again je třetí studiové album Depeche Mode. Bylo vydáno Mute Records 22. srpna 1983. V hudbě Depeche Mode jsou zde patrné dva hlavní posuny. Za prvé je znatelná vyšší hloubka textů a za druhé začala jejich hudba nabývat temné příchuti. Album Black Celebration z roku 1986 v těchto změnách pokračovalo a stvrdilo jejich výsledky jako trvalý rys v budoucím díle Depeche Mode. Toto bylo jejich první album s Alanem Wilderem.

## Seznam skladeb
Všechny skladby složil Martin Gore, pokud není uvedeno jinak.
| Pořadí | Název                       | Autor       | Délka  |
| ------ | --------------------------- | ----------- | ------ |
| 1.     | Love, in Itself             |             | 4:29   |
| 2.     | More Than a Party           |             | 4:45   |
| 3.     | Pipeline                    |             | 5:54   |
| 4.     | Everything Counts           |             | 4:19   |
| 5.     | Two Minute Warning          | Alan Wilder | 4:13   |
| 6.     | Shame                       |             | 3:50   |
| 7.     | The Landscape is Changing   | Alan Wilder | 4:47   |
| 8.     | Told You So                 |             | 4:24   |
| 9.     | And Then…                   |             | 4:34   |
| 10.    | Everything Counts (Reprise) |             | (1:05) |

- Verze vydaná v USA přidává „Everything Counts (Reprise)“ na konec skladby „And Then…“ a obsahuje singl verzi „Everything Counts (in Larger Amounts)“ (7:23) jako desátou skladbu.

## Singly
1. „Everything Counts“ (11. července 1983)
2. „Love, in Itself“ (19. září 1983)

## Účast na albu
- Depeche Mode:
  - Andrew Fletcher
  - David Gahan
  - Martin Gore
  - Alan Wilder
- Produkce: Daniel Miller a Depeche Mode
- Zvukař: Gareth Jones
- Pomocný technik při „Two Minute Warning“: Corinne Simcock
- Nahráno v The Garden, Londýn
- Mixováno v Hansa Mischraum, Berlín
- Fotografie na obalu: Brian Griffin
- Ilustrace: Ian Wright
- Design: Martyn Atkins